# Mark Levinson Audio Systems
 Mark Levinson è un'azienda americana che produce apparecchiature audio di fascia alta, istituita nel 1972 dall'omonimo fondatore, Mark Levinson, e con sede a Stamford, nel Connecticut. È di proprietà di Harman International Industries, una filiale della società sudcoreana Samsung Electronics.

## Storia
Mark Levinson Audio Systems Ltd. è stata fondata nel 1972 a Woodbridge (un sobborgo di New Haven) da Mark Levinson. I prodotti originali sono stati progettati da Mark Levinson con un team di associati. Il pioniere dell'audio Dick Burwen, il primo mentore elettronico di Levinson, ha aiutato Levinson a fondare l'azienda con l'iconico preamplificatore LNP-2. L'ingegnere capo Tom Colangelo, che portò i circuiti audio visionari nell'azienda, morì in un tragico incidente d'auto nel 2007.
Nel 1980, un investitore acquisì il controllo della società, presumibilmente senza pagare Levinson, e fece fallire l'azienda per eliminare la partecipazione di Levinson (che possedeva il 43% della società). Mark Levinson Audio Systems, Ltd. cessò di esistere nel 1984, quando Madrigal Audio Labs acquisì le sue risorse. Poco dopo Madrigal Audio Labs portò Levinson in tribunale e chiese al governo degli Stati Uniti di proibirgli di lavorare nel settore dell'audio ad alta fedeltà per il resto della sua vita. Nell'agosto 1986, però, Levinson vinse in tribunale, ma perse il diritto di utilizzare il proprio nome come nome commerciale (come ad esempio per un prodotto).
Dal 1990, il marchio Mark Levinson e il nome commerciale sono di proprietà di Harman International Industries. L'azienda produce amplificatori audio e processori audio digitali che hanno un caratteristico telaio anodizzato nero, un design associato al marchio sin dall'inizio. I sistemi audio Mark Levinson si possono, inoltre, trovare anche nelle automobili di lusso Lexus in seguito ad un accordo conseguito tra l'Harman Internation Industries e l'azienda automobilistica. Mark Levinson ha inventato il concetto di sound car di fascia alta nel 1979. I sistemi audio automobilistici Mark Levinson sono progettati in collaborazione con ingegneri del suono, elettrici e di progettazione che producono elettronica audio Mark Levinson.
Alcuni modelli Lexus hanno aggiunto i sistemi audio Mark Levinson quale opzione dal 2001, con prezzi che variano in base al veicolo e ai suoi componenti specifici. Mark Levinson produsse il primo sistema audio surround 5.1 per auto nel 2004 e apparve sulla Toyota Crown Majesta. Gli attuali modelli Lexus disponibili con Mark Levinson Audio System includono: CT 200h Premier, IS 250 / 300h Premier, GS 300h / 450h Premier, RC F Carbon, NX 300h Premier, RX 450h Advance e Premier, LS 460 Luxury e F Sport e LS 600h L Premier.

## Prodotti

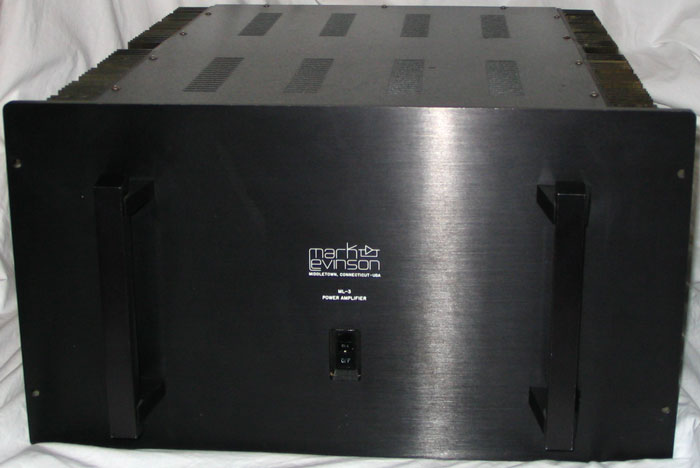
Amplificatore Mark Levinson ML-3

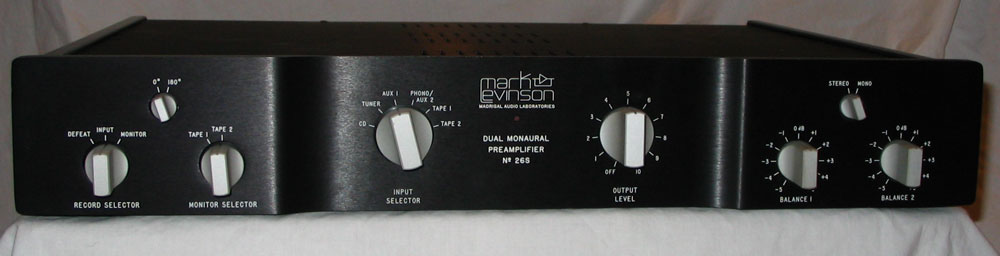
Preamplificatore Mark Levinson n. 26 S

### Amplificatori
- ML-2 Amplificatore mono classe A con alimentatori regolati
- ML-3 Amplificatore di potenza
- ML-9 Amplificatore di potenza
- ML-11 Amplificatore di potenza

### Preamplificatori
- LNP-1
- LNP-2 Professionale
- JC-1 Pre-Phono MC
- JC-1AC Pre-Phono MC
- JC-2 Lineare
- ML-1
- ML-6, ML-6A, ML-6B
- ML-7, ML-7A
- ML-8 Microfonico
- ML-10, ML-10A
- ML-12, ML-12A

### Stabilizzatori di tensione
- PLS-150
- PLS-151
- PLS-153
- PLS-154
- ML-6

### Crossover elettronici
- LNC-2

### Registratori a nastro
- Studer A-80 modificato ML-5 con elettronica personalizzata

### Sistema
- Mark Levinson HQD System

Questo era il sistema di risposta attivo tri-amplificato di Mark Levinson. Ciascuno dei due canali comprende un woofer che utilizza un'unità di azionamento Hartley da 24 ", una coppia di altoparlanti elettrostatici Quad per la gamma media e tra i due altoparlanti Quad un tweeter a nastro Decca (Kelly) per le alte frequenze, quest'ultimo modificato con la tromba rimossa. Ciascun diffusore era pilotato da un amplificatore ML-2 monofonico alimentato da un LNC-2, a sua volta controllato da un preamplificatore ML-1.